# Esenbeckia punctiventer
Esenbeckia punctiventer är en tvåvingeart som beskrevs av David Fairchild och Wilkerson 1981. Esenbeckia punctiventer ingår i släktet Esenbeckia och familjen bromsar. Inga underarter finns listade i Catalogue of Life.